# Ландштейны
Ландштейны или Паны из Ландштейна (чеш. Landštejnové, Páni z Landštejna, нем. Herren von Landstein) — ветвь древнего чешского рода Витковичей, основанная Витеком IV из Клокот (до 1194 — 1236/1253).

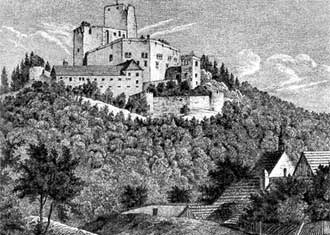
Замок Ландштейн, давший родовое имя этой ветви Витковичей

## История рода
При разделе владений Витека I из Прчице (ум. 1194) самый младший из его четверых сыновей Витек IV из Клокот получил панства Ломнице, Скалице и Тршебонь, ставшую первоначальным центром владений этой ветви Витковичей. Замок Ландштейн, давший ей родовое имя, перешёл во владение этой ветви Витковичей после 1259 года.
У Витека IV из Клокот было трое сыновей, поделивших его владения: Пельгржим из Тршебони, Витек из Скалице и Ойирж из Ломнице. Ойирж из Ломнице присоединил к своим владениям Тргове-Свини (до 1260) и Нове-Гради (до 1279). Сын Пельгржима из Тршебони Сезима (ум. ок. 1293) приобрёл замок Ландштейн.
Представители рода Ландштейнов занимали видные государственные должности в чешском королевстве в XIV—XVI веках: Витек из Ландштейна (ум. ок. 1312) и его сын Вилем I из Ландштейна (ум. 1356) занимали должность королевского подкоморжего, кроме того Вилем I из Ландштейна в 1345—1351 годах был гетманом Моравии, а в 1351—1356 годах — высочайшим пражским бургграфом. Витек из Ландштейна участвовал в восстании против короля Генриха Хорутанского, а Вилем I из Ландштейна был одним из ближайших сподвижников короля Карела I Люксембурга. Микулаш Свитачек из Ландштейна (1434—1484) занимал должности верховного писаря и королевского маршала.
Ландштейны построили в Южной Чехии много замков и владели здесь многими поместьями, например, Тргове-Свини, Нова-Бистршице, Ломнице, Липнице, Весели, поместья на Раковник. Одна из линий рода Ландштейнов обосновалась в Моравии, где владели поместьями в Кромержиже и воздвигли замок Нови-Светлов.
Вилем из Ландштейна (ок. 1535—14.5.1612) был гетманом Нове-Место в Праге и был последним из рода Ландштейнов.

## Генеалогия
```
Витек IV из Клокот
 (до 1194 — 1236/1253)
 ├─
Пелгржим из Тршебони
 (ум. ок. 1261)
 │  ├─
Вок из Ландштейна
 (ум. ок. 1300)
 │  │  ├─
Ойирж из Ландштейна
 (ум. 1327)
 │  │  ├─
Сезима II из Ландштейна
 (ум. ок. 1327)
 │  │  └─
Ярослав из Борован
 (ум. ок. 1339)
 │  └─
Сезима I из Ландштейна
 (ум. ок. 1293)
 ├─
Витек из Скалице
 (ум. после 1266)
 └─
Ойирж из Ломнице
 (ум. ок. 1306)
    ├─
Смил из Нове-Гради
 (ум. ок. 1317)
    │  ├─
Ойирж из Ландштейна

    │  └─
Смил из Ландштейна
 
    └─
Витек из Ландштейна
 (ум. ок. 1312)
       ├─
Смил из Лединиц
 (ум. ок. 1358)
       │  └─
Керуше из Лединиц

       ├─
Вилем I из Ландштейна
 (ум. 1356)
       └─
Збинек из Лединиц
 (ум. ок. 1346)
```

## Герб
Гербом рода Ландштейнов была серебряная роза на красном фоне, из-за чего представителей рода иногда называли «паны серебряной розы».